# 格拉塔略普斯
格拉塔略普斯，是西班牙加泰罗尼亚塔拉戈纳省的一个市镇。总面积13平方公里，总人口224人（2001年），人口密度17人/平方公里。